# Jacques Di Donato
Jacques Di Donato   (Bourg-en-Bresse, 27 d'agost de 1942) és un músic i improvisador francès. Clarinetista, saxofonista i bateria, treballa en diversos camps que van des del jazz a la música contemporània, la música clàssica i la música improvisada. Va ser professor de clarinet al Conservatori nacional superior de música i dansa de Lió entre 1984 i 2007.

## Biografia
Di Donato va descobrir la música als dotze anys, quan va començar a tocar a l'orquestra de ball del seu pare. Més tard va descobrir el saxo, després el clarinet, que es va convertir en el seu instrument preferit. Va estudiar al Conservatori de París, on va obtenir els seus primers premis de clarinet i música de cambra.
Ha realitzat nombroses col·laboracions amb artistes com Louis Sclavis, Pierre Boulez, Bernard Lubat, entre molts altres. Va aparèixer com a solista en diverses orquestres, sobretot amb lOrchestre Philharmonique de Radio France del 1978 al 1990.
Líder de diversos conjunts (incloent "Trio de clarinettes", Jacques Di Donato Quintet, el Mhère Quartet, el Système Friche, i Brahmâ), va crear i dirigir el festival "Fruits de Mhère, Les Champs de l'Improvisation ", dedicat a la música d'avantguarda i a les arts experimentals en general. Va ser membre del quartet de saxofons, amb Jean-Louis Chautemps.
El 1998 va dissenyar el model de clarinet B ♭ i la firma per al fabricant d'instruments Henri Selmer Paris.

## Premis
- Di Donato va ser nomenat "Chevalier de l'Ordre des Arts et des Lettres" el 1985.

## Àlbums
- 1982: Mad Sax II, "Quatuor de saxophones", CY Records – 733613 WE 341
- 1991: Trio de clarinettes Live, Jacques Di Donato, Louis Sclavis, Armand Angster, FMP
- 1993: Clic!!!, Jacques Di Donato Quintet, Pan Music
- 1993: Green dolphy suite, Double trio, Enja Records
- 1995: Déblocage d'émergence, Michel Edelin [fr] quartet, AA Records
- 1996: Le Système Friche, Xavier Charles, Jacques Di Donato, In Situ
- 1996: Du Slavon Glagol, Khokhot
- 1999: La Compagnie des Musiques à Ouïr,[3] la Lichère- Frémeaux associés
- 2007: Les p'tites chansons de Marc Perrone, Marc Peronne [fr], Rue Bleue Productions
- 2010: Images et Personnages, Gael Mevel quintet,[4] Leo Records
- 2011: Brahmâ, Brahmâ Trio
- 2012: Resurgence, Michel Edelin quartet, RogueArt